# Костянтин VIII
Костянтин VIII (грец. Κωνσταντίνος Η′, 960 — 11 листопада 1028) — імператор Візантії в 1025—1028.

## Життєпис
Був сином Романа II та молодший брат Василія II, який помер не залишивши спадкоємців трону.
Костянтина призначено співімператором при Василії II вже у 976 році. Він однак не відіграє жодної значної ролі під час 49-річного правління його брата Василія. Навіть і тоді коли Василій покидає Константинополь для ведення війни, Костянтин проводить час у розкошах та безвідповідально. Легковажне життя привело його до того стану, що ставши імператором у віці 65 років він уже не міг ходити, оскільки хворів на подагру, що однак не заважало йому далі брати участь в оргіях та застіллях.
Відчуваючи, що не справляється з владою, Костянтин передав її частину своїм євнухам. Наприклад, один із них, Спондил, став правити Антіохією. З другого боку анатолійська аристократія використала цю слабість із своєю користю, усуваючи закони, видані попередником Костянтина для грабування тисяч сільських жителів.
Як і Василій II, Костянтин VIII помер без спадкоємця чоловічої статі. Правління перейшло до його доньки Зої, а потім до Феодори.